# Gentry

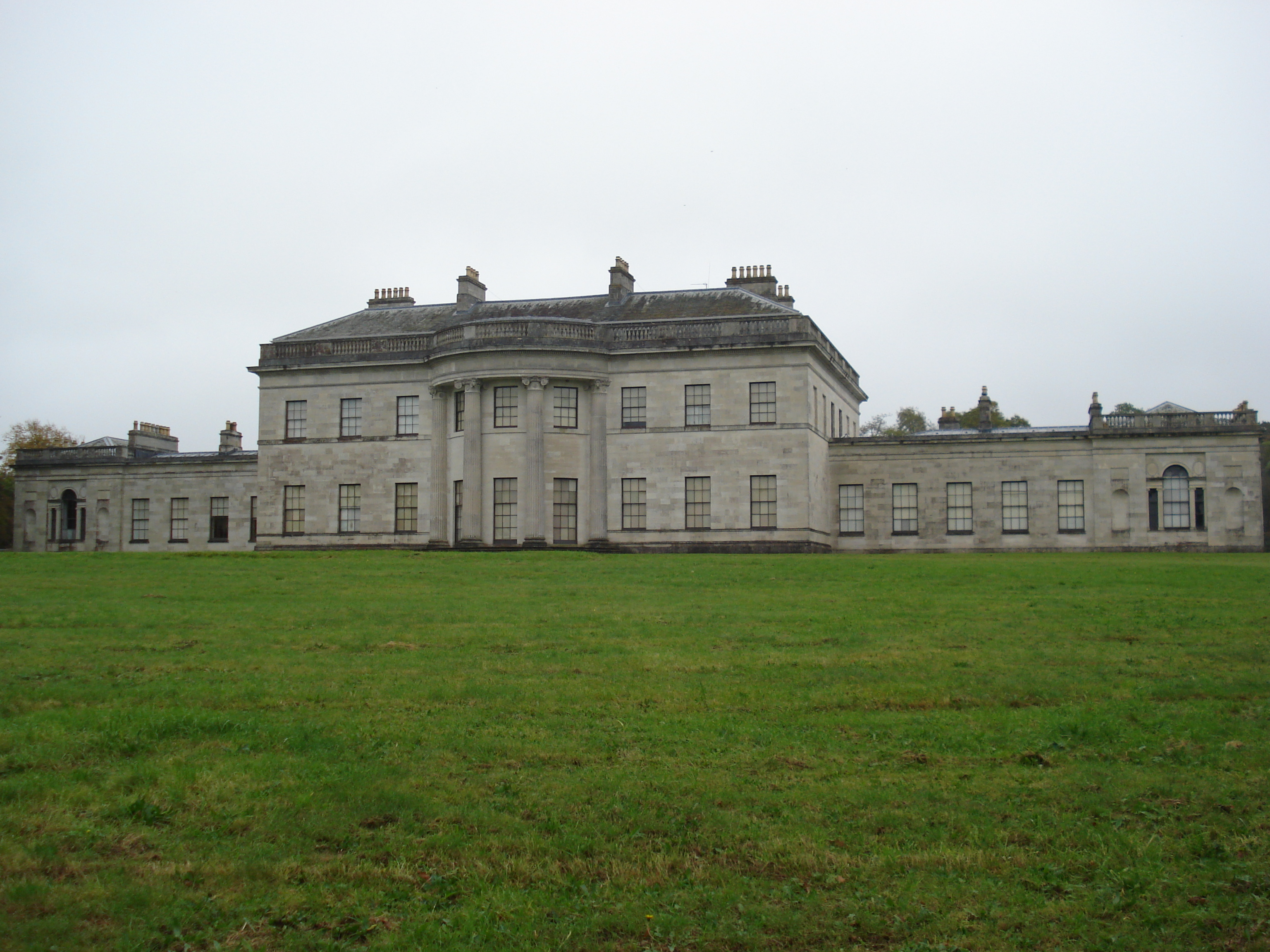
Castle Coole Enniskillen, ejemplo de residencia de la gentry inglesa

La gentry se refiere a una clase social, inicialmente británica, integrada por la nobleza de tipo medio y bajo (barones, caballeros...) y los hombres libres (freemen y commoners) terratenientes. Controlaban, antes de la revolución agrícola británica, aproximadamente un 50% de las tierras, haciéndose llamar burguesía territorial. Gentry es traducido como «alta burguesía» o «pequeña aristocracia».

## Caracterización social
El término deriva del latín gens, que significa clan o familia extendida. Comúnmente se ha usado para referirse a la clase de terratenientes y burguesía tradicional oligárquica, pero su significado preciso varía según el momento y lugar en que se use.
En el Reino Unido, el término gentry se refiere a la aristocracia terrateniente, la mayoría de la clase social propietaria de tierras que eran típicamente armígeras (que tenían un escudo de armas), pero que no tenían títulos de nobleza. Lingüísticamente, la palabra gentry surgió para identificar el estrato social creado por el muy pequeño número, para los estándares de la Europa Continental, de la nobleza de Inglaterra y de las partes de Gran Bretaña, donde la nobleza y los títulos son heredados por una sola persona, más bien que por la familia, como es habitual en Europa.
La división social fundamental en Europa en la Edad Media estaba entre los "nobles", los caballeros (condes, barones, caballeros, escuderos, hidalgos) y los "innobles", los villanos, ciudadanos y burgueses. La división de la sociedad en clases de nobles e innobles, en las regiones más pequeñas de la Europa medieval, era inexacta. Después de la Reforma Protestante, la mezcla social entre la clase noble y la clase alta clerical hereditaria se convirtió en una característica de las monarquías de los países nórdicos.
Antes de la creación de la pequeña nobleza, había élites sociales tradicionales análogas. El adjetivo patricio ("una persona de alto rango social") describe las élites gobernantes en una metrópoli medieval, como las de las ciudades libres de Italia (Venecia y Génova), y las ciudades imperiales libres de Alemania y Suiza, así como la Liga Hanseática, que eran diferentes de la nobleza.

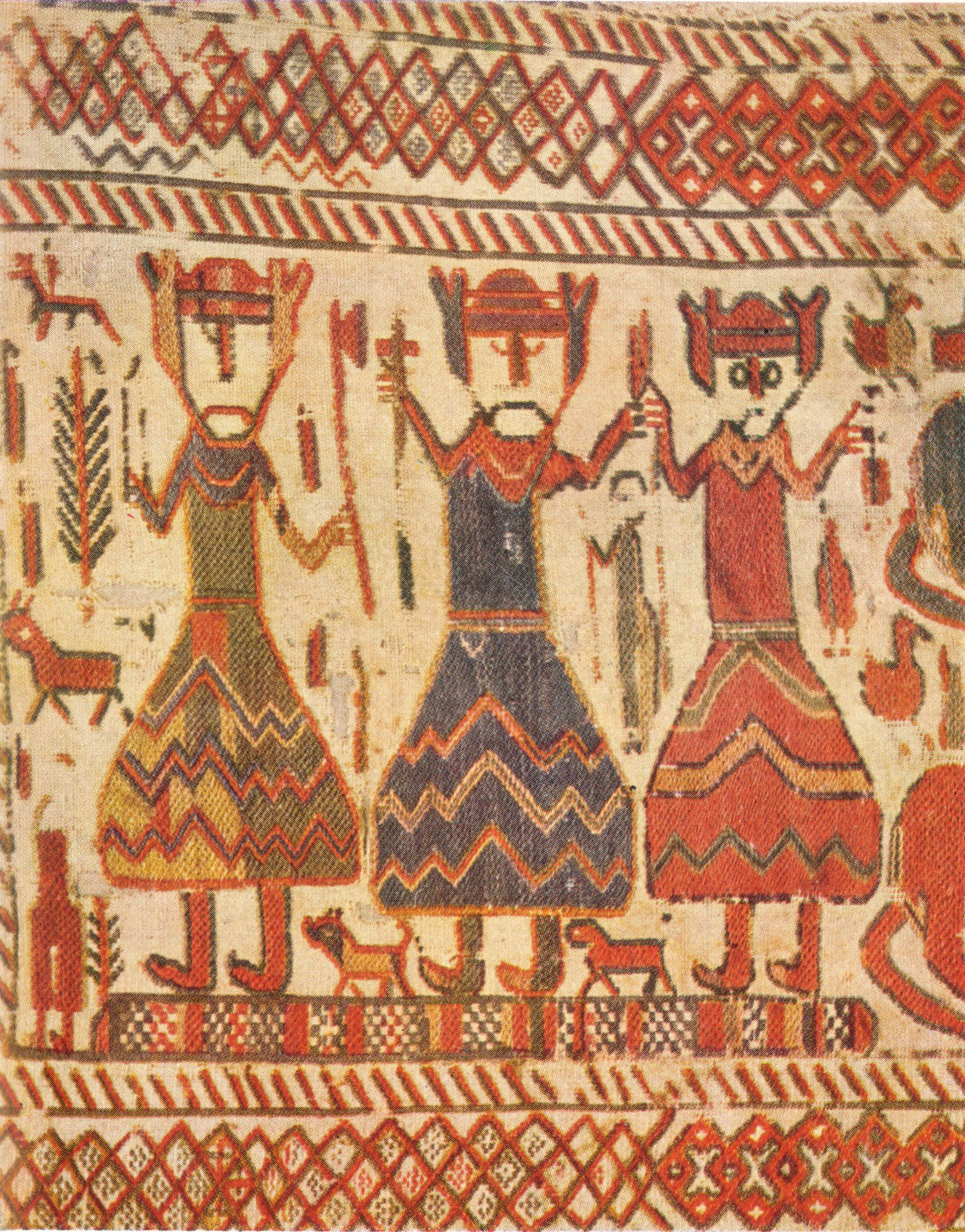
Esta parte de un tapiz sueco del siglo XII ha sido interpretada para mostrar, de izquierda a derecha, al tuerto Odín, el herrero Thor y a Freyr. Esta tríada corresponde estrechamente a la división trifuncional: Odín es el patrón de sacerdotes y magos, Thor de los guerreros y Freyr de la fertilidad y la agricultura.

## Antecedentes históricos de la estratificación social en Occidente
Los indoeuropeos que se asentaron en Europa, Asia occidental y el subcontinente indio concibieron sus sociedades para ser ordenadas (no divididas) de forma tripartita, siendo las tres partes castas. Después las castas se dividieron aún más, quizás como resultado de una mayor especialización.
La formulación "clásica" del sistema de castas descrita en gran medida por Georges Dumézil era la de una casta sacerdotal o religiosa, una casta de guerreros y una casta obrera. Dumézil dividió a los protoindoeuropeos en tres categorías: soberana, militar y productora (ver Hipótesis trifuncional). Además, subdividió la soberana en dos subpartes distintas y complementarias. Una parte fue formal, jurídica y sacerdotal, pero arraigada en este mundo. La otra era poderosa, imprevisible y también sacerdotal, pero arraigado en el "otro" mundo sobrenatural y espiritual. La segunda división principal estaba relacionada con el uso de la fuerza, los militares y la guerra. Finalmente, había un tercer grupo, gobernado por los otros dos, cuyo papel era la producción: el pastoreo, la agricultura y la artesanía.
Este sistema de roles de casta se puede ver en las castas que florecieron en el subcontinente indio y entre los pueblos itálicos.
Ejemplos de las castas indoeuropeas:
- Indoiranios - Brahmin / Athravan, Kshatriyas / Rathaestar, Vaishyas
- Romanos - Flamines, Milites, Quirites
- Celtas - Druidas, Équites, Plebes (según Julio César)
- Anglosajones - Gebedmen (hombres de oración), Fyrdmen (hombres del ejército), Weorcmen (trabajadores) (según Alfredo el Grande)
- Eslavos - Volkhvs, Voin, Krestyanin / Smerd
- Nórdicos - Earl, Churl, Thrall (según Lay of Rig)
- Griegos áticos (Ática) - Eupatridae, Geomori, Demiurgi
- Griegos dóricos (Esparta) - Homoioi, Perioeci, Helots

Los reyes nacieron de los guerreros o clase noble.

La estructura social feudal en tres órdenes: los que rezan (oratores), los que luchan (bellatores) y los que trabajan (laboratores)

## Cristiandad medieval
El emperador Constantino convocó el Primer Concilio de Nicea en 325, cuyo Credo de Nicea incluía la creencia en "una sola Iglesia santa, católica y apostólica". El emperador Teodosio I hizo del cristianismo de Nicea la iglesia estatal del Imperio Romano con el Edicto de Tesalónica del año 380.
Después de la caída del Imperio Romano de Occidente en el siglo V, no surgió un solo gobierno secular poderoso en Occidente, pero hubo un poder eclesiástico central en Roma, la Iglesia Católica. En este vacío de poder, la Iglesia se elevó para convertirse en el poder dominante en Occidente.
En esencia, la visión más antigua de la cristiandad fue una visión de una teocracia cristiana, un gobierno fundado y que defiende los valores cristianos, cuyas instituciones se extienden una y otra vez con la doctrina cristiana. La autoridad de la Iglesia Católica sobre todos los cristianos europeos y los esfuerzos comunes de la comunidad cristiana -por ejemplo, las Cruzadas, la Reconquista y contra los otomanos en los Balcanes- ayudaron a desarrollar un sentido de identidad comunal contra el obstáculo de las profundas divisiones políticas de Europa.
La herencia clásica floreció a lo largo de la Edad Media tanto en el este griego bizantino como en el oeste latino. En el Estado ideal de Platón hay tres clases principales (productores, auxiliares y guardianes), que era representativa de la idea del "alma tripartita", que es expresiva de tres funciones o capacidades del alma humana: "apetitos" (o "pasiones"), "el elemento enérgico" y "razón", la parte que debe guiar al alma hacia la verdad. Will Durant hizo un caso convincente de que ciertas características prominentes de la comunidad ideal de Platón eran discernibles en la organización, el dogma y la eficacia de "la" Iglesia Medieval en Europa: [9]
   "Durante mil años Europa fue gobernada por una orden de guardianes considerablemente similar a la que fue vista por nuestro filósofo. Durante la Edad Media, se acostumbraba a clasificar a la población de la cristiandad en laboratores (trabajadores), bellatores (soldados) y oratores (clérigos). El último grupo, aunque pequeño en número, monopolizó los instrumentos y oportunidades de la cultura y gobernó con influencia casi ilimitada la mitad del continente más poderoso del mundo. El clero, como los guardianes de Platón, fue puesto en autoridad ... por su talento, como se muestra en los estudios eclesiásticos y la administración, por su disposición a una vida de meditación y simplicidad, y ... por la influencia de sus parientes con los poderes del Estado e iglesia. En la segunda mitad del período en el que gobernaron [800 d.C. en adelante], el clero estaba tan libre de preocupaciones familiares como incluso Platón podía desear. El celibato era parte de la estructura psicológica del poder del clero porque, por una parte, no se vieron obstaculizados por el estrecho egoísmo de la familia y, por otra parte, su aparente superioridad al llamado de la carne aumentó el asombro con que los lacayos la sostenían. ..."
Gaetano Mosca escribió sobre el mismo tema en su libro The Ruling Class sobre la Iglesia Medieval y su estructura que, más allá del hecho de que el celibato clerical funcionara como una disciplina espiritual, también fue garante de la independencia de la Iglesia.
   "La Iglesia Católica siempre ha aspirado a una participación preponderante en el poder político, nunca ha sido capaz de monopolizarlo por completo, debido a dos rasgos, principalmente, que son básicos en su estructura. El celibato generalmente ha sido exigido al clero y a los monjes. Por lo tanto, ninguna dinastía real de abades y obispos ha podido establecerse alguna vez. ... En segundo lugar, a pesar de los numerosos ejemplos de lo contrario suministrados por las guerras de la Edad Media, la vocación eclesiástica, por su propia naturaleza, nunca ha sido estrictamente compatible con el porte de las armas. El precepto que exhorta a la Iglesia a aborrecer el derramamiento de sangre nunca ha desaparecido completamente de su vista, y en tiempos relativamente tranquilos y ordenados siempre ha estado en primer plano."

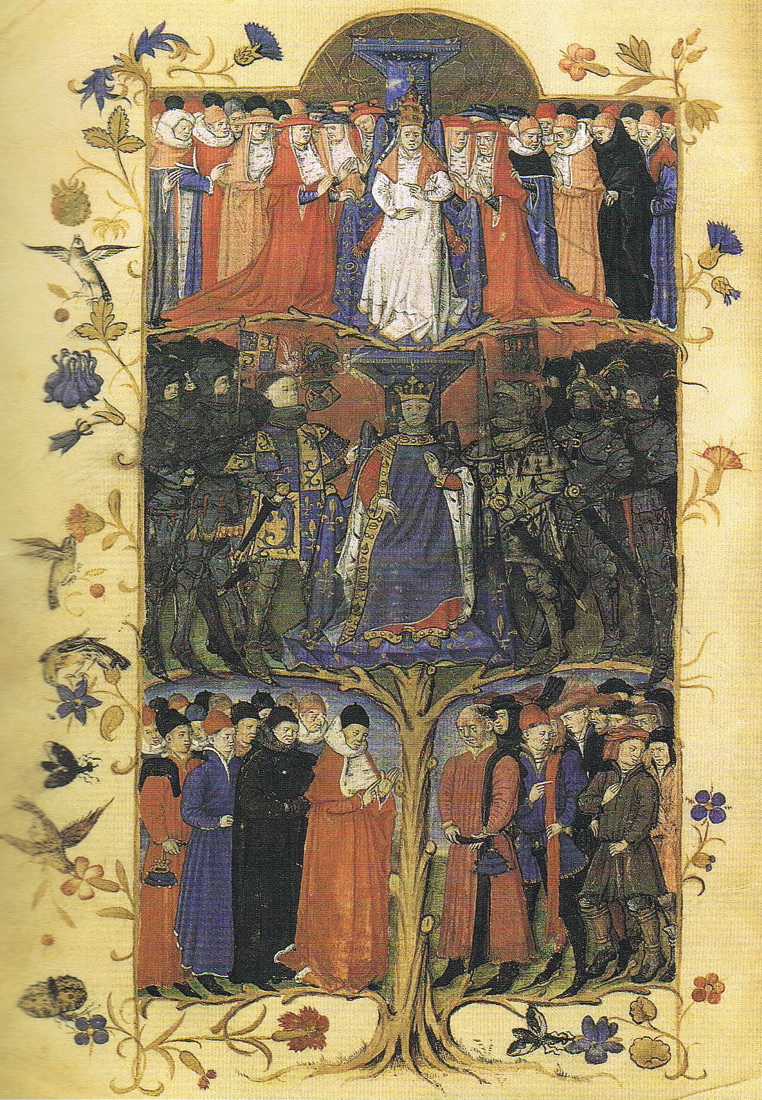
La estratificación social tradicional del mundo occidental en el siglo XV

## Los tres estados
La pequeña nobleza se forma sobre la base de los dos estados superiores de la sociedad medieval, la nobleza y el clero, ambos exentos de impuestos. Las familias hidalgas posteriores que nunca obtuvieron los derechos oficiales para llevar un escudo de armas, también fueron admitidas en la sociedad rural de la clase alta: la nobleza.
El orden generalizado de tres estados fue particularmente característico de Francia:
- El primer estado incluía el grupo de todos los clérigos, es decir, miembros del clero superior y del bajo clero.
- El segundo estado ha sido encapsulado por la nobleza. Aquí también, no importaba si provenían de una nobleza inferior o superior o si eran miembros empobrecidos.
- El tercer estado incluía a todos los ciudadanos nominalmente libres; en algunos lugares, campesinos libres.

En la cima de la pirámide estaban los príncipes y el rey o emperador, o con el clero, los obispos y el papa.
El sistema feudal era, para la gente de la Edad Media y el período moderno temprano, ajustado a un orden dado por Dios. La nobleza y el tercer estado nacían en su clase, y el cambio en la posición social era lento. La riqueza tenía poca influencia sobre a qué estado se pertenecía. La excepción fue la Iglesia Medieval, que era la única institución donde los hombres (y las mujeres) de mérito competentes podían alcanzar, en una vida, los puestos más altos de la sociedad.
El primer estado comprendía a todo el clero, tradicionalmente dividido en clérigos "superiores" e "inferiores". Aunque no hubo una demarcación formal entre las dos categorías, el clero superior era, efectivamente, una nobleza clerical, de las familias del segundo estado o, como en el caso del cardenal Wolsey, de orígenes más humildes.
El segundo estado fue la nobleza. Ser rico o influyente no hacía automáticamente noble, y no todos los nobles eran ricos e influyentes (las familias aristocráticas han perdido sus fortunas de varias maneras, y el concepto de "noble pobre" es casi tan antiguo como la nobleza misma). Los países sin una tradición feudal no tenían una nobleza como tal.
La nobleza de una persona puede ser heredada o merecida. La nobleza en su sentido más general y estricto es una preeminencia reconocida que es hereditaria: los descendientes legítimos (o todos los descendientes varones, en algunas sociedades) de los nobles son nobles, a menos que se los despoje explícitamente del privilegio. Los términos aristócrata y aristocracia son un medio menos formal para referirse a las personas que pertenecen a este medio social.
Históricamente, en algunas culturas los miembros de una clase alta a menudo no tenían que trabajar para ganarse la vida, ya que estaban respaldados por inversiones ganadas o heredadas (a menudo bienes inmuebles), aunque los miembros de la clase alta pueden haber tenido menos dinero real que los comerciantes. El estatus de clase alta comúnmente se deriva de la posición social de la familia y no de los propios logros o riqueza. Gran parte de la población que comprendía la clase alta estaba compuesta por aristócratas, familias gobernantes, personas con títulos y jerarcas religiosos. Estas personas generalmente nacieron en su estado e, históricamente, no hubo mucho movimiento entre los límites de clase. Esto quiere decir que era mucho más difícil para un individuo subir de categoría simplemente por la estructura de la sociedad.
En muchos países, el término clase alta estaba íntimamente asociado con la propiedad y los títulos hereditarios de la tierra. El poder político a menudo estaba en manos de los terratenientes en muchas sociedades preindustriales, a pesar de que no había barreras legales a la propiedad de la tierra para otras clases sociales. El poder comenzó a cambiar de las familias de la clase alta a la población en general a principios de la Edad Moderna, lo que condujo a alianzas matrimoniales entre los dos grupos, proporcionando la base para las clases altas modernas en Occidente. Los terratenientes de clase alta en Europa solían ser también miembros de la nobleza titulada, aunque no necesariamente: la prevalencia de títulos de nobleza variaba mucho de un país a otro. Algunas clases altas casi no tenían títulos, por ejemplo, los Szlachta de la Mancomunidad Polaco-Lituana.
Antes del Absolutismo, las instituciones, como la iglesia, las legislaturas o las élites sociales, [12] restringían el poder monárquico. El absolutismo se caracterizó por el final de la división feudal, la consolidación del poder con el monarca, el ascenso del estado, el ascenso de los ejércitos profesionales, las burocracias profesionales, la codificación de las leyes estatales y el surgimiento de ideologías que justifican la monarquía absolutista. Por lo tanto, el absolutismo fue posible gracias a las nuevas innovaciones y se caracterizó como un fenómeno de la Europa moderna temprana, más que de la Edad Media, donde el clero y la nobleza se contrapesaban como resultado de la rivalidad mutua.

## Gentries europeas

### Países bálticos
Desde mediados de la década de 1860, la posición privilegiada de los alemanes del Báltico en el Imperio ruso comenzó a flaquear. Ya durante el reinado de Nicolás I (1825-1855), que estaba bajo la presión de los nacionalistas rusos, se tomaron algunas medidas esporádicas para la rusificación de las provincias. Más tarde, los alemanes del Báltico se enfrentaron a los feroces ataques de la prensa nacionalista rusa, que acusó a la aristocracia báltica de separatismo, y abogaron por una integración lingüística y administrativa más estrecha con Rusia.
La división social se basaba en el dominio de los alemanes del Báltico que formaban las clases altas, mientras que la mayoría de la población indígena, llamada "Undeutsch", componía el campesinado. En el censo imperial de 1897, 98.573 alemanes (7.58% de la población total) vivían en la gobernación de Livonia, 51.017 (7.57%) en la gobernación de Curonia y 16.037 (3.89%) en la gobernación de Estonia. Los cambios sociales que enfrenta la emancipación, tanto social como nacional, de los estonios y los letones no fueron tomados en serio por la nobleza báltica alemana. El gobierno provisional de Rusia después de la revolución de 1917 otorgó a los estonios y los letones el autogobierno, lo que significó el fin de la era alemana en los países bálticos.
La aristocracia lituana consistía principalmente en lituanos, pero debido a sus fuertes lazos con Polonia, había sido culturalmente polonizada. Después de la Unión de Lublin en 1569, se hicieron menos distinguibles de la szlachta polaca, aunque conservaron la conciencia nacional lituana.

### Mancomunidad polaco-lituana
En la historia de la Mancomunidad de Polonia y Lituania, la "gentry" se usa a menudo en inglés para describir a la pequeña nobleza polaca (polaco: ziemiaństwo, ziemianie, de ziemia, "tierra"). Eran los miembros menores de la nobleza (la szlachta), en contraste con el grupo mucho más pequeño pero más poderoso de familias de "magnates" (sing. Magnat, magnaci plural en polaco), los Magnates de Polonia y Lituania. En comparación con la situación en Inglaterra y en otras partes de Europa, estas dos partes de la "nobleza" en general operaban en gran medida como clases diferentes, y con frecuencia estaban en conflicto. Después de las Particiones de Polonia, al menos en los estereotipos de la tradición nacionalista del siglo XIX, los magnates a menudo se sentían como en casa en las capitales de los poderes de división, mientras la szlachta permanecía en sus propiedades, manteniendo viva la cultura nacional.
A partir del siglo XV, solo a la szlachta y unos pocos intrusos patricios de algunas ciudades, se les permitió poseer propiedades rurales de cualquier tamaño, como parte de los amplios privilegios de la szlachta. Estas restricciones se redujeron o eliminaron después de las Particiones de Polonia, y los terratenientes plebeyos comenzaron a surgir. En el siglo XIX, había al menos 60.000 familias de la szlachta, la mayoría bastante pobres, y muchas ya no poseían tierras. Para entonces, la "pequeña nobleza" incluía a muchos terratenientes no nobles.

### España y Portugal
En la nobleza española y la antigua nobleza portuguesa, la pequeña nobleza estaba representada por los hidalgos e infanzones.

### Suecia
En Suecia, no hubo servidumbre absoluta. Por lo tanto, la pequeña nobleza era básicamente una clase de ciudadanos acomodados que habían crecido desde los miembros más ricos o más poderosos del campesinado. Las dos clases históricamente legalmente privilegiadas en Suecia fueron la nobleza sueca (Adeln), un grupo bastante pequeño numéricamente, y el clero, que formaban parte del llamado Frälse (una clasificación definida por exenciones de impuestos y representación en la dieta).
Al frente del clero sueco se encontraba el arzobispo de Upsala desde 1164. El clero abarcaba a casi todos los hombres cultos de la época y, además, se veía fortalecido por una riqueza considerable, por lo que naturalmente desempeñaba un papel político importante. Hasta la Reforma, el clero fue el primer estado, pero fue relegado a la hacienda secular en la Europa protestante del norte.
En la Edad Media, el celibato en la Iglesia Católica había sido una barrera natural para la formación de una clase sacerdotal hereditaria. Después de que el celibato obligatorio fuera abolido en Suecia durante la Reforma, la formación de una clase sacerdotal hereditaria se hizo posible, por lo que la riqueza y las posiciones clericales eran frecuentemente heredables. Por lo tanto, los obispos y los vicarios, que formaban la clase alta clerical, con frecuencia tenían feudos similares a los de la nobleza de otros países. Por consiguiente, continuó el legado de la Iglesia medieval de la mezcla entre la clase noble y la clase alta clerical y el matrimonio mixto como elemento distintivo en varios países nórdicos después de la Reforma.
Los apellidos en Suecia se remontan al siglo XV, cuando fueron utilizados por primera vez por los Frälse, es decir, sacerdotes y nobles. Los nombres de estos generalmente eran en sueco, latín, alemán o griego.
La adopción de nombres latinos fue debida por primera vez al clero católico en el siglo XV. El nombre de pila fue precedido por Herr, como Herr Lars, Herr Olof, Herr Hans, seguido de una forma latinizada de nombres patronímicos, por ejemplo, Lars Petersson latinizado como Laurentius Petri. A partir de la época de la Reforma, la forma latinizada de su lugar de nacimiento (Laurentius Petri Gothus, de Östergötland) se convirtió en una práctica de nombramiento común para el clero.
En los siglos XVII y XVIII, el apellido era raramente el apellido original del ennoblecido; por lo general, se elegía un nuevo nombre más imponente. Este fue un período que produjo una miríada de nombres familiares en dos idiomas para la nobleza (los prefijos preferidos fueron Adler, "águila", Ehren - "āra", "honor", Silfver, "plata", y Gyllen, "dorado"). La diferencia habitual con Gran Bretaña fue que se convirtió en el nuevo apellido de toda la casa, y el antiguo apellido se abandonó por completo.

### Ucrania
El clero ucraniano occidental de la Iglesia greco-católica ucraniana fue una casta social hereditaria muy unida que dominó la sociedad ucraniana occidental desde finales del siglo XVIII hasta mediados del siglo XX, siguiendo las reformas instituidas por José II, emperador de Austria. Debido a que, al igual que sus hermanos ortodoxos, los sacerdotes católicos ucranianos podían casarse, pudieron establecer "dinastías sacerdotales", a menudo asociadas con regiones específicas, durante muchas generaciones. Con una población de aproximadamente 2.000-2.500 miembros en el siglo XIX, las familias sacerdotales tendían a casarse dentro de su grupo, constituyendo una casta hereditaria muy unida. En ausencia de una nobleza nativa significativa y disfrutando de un monopolio virtual de la educación y la riqueza dentro de la sociedad ucraniana occidental, el clero llegó a formar la aristocracia nativa de ese grupo. El clero adoptó el papel de portadores de cultura y educación en el campo ucraniano. La mayoría de los movimientos sociales y políticos ucranianos en el territorio controlado por Austria surgieron o fueron muy influenciados por el propio clero o por sus hijos. Esta influencia fue tan grande que los ucranianos occidentales fueron acusados de querer crear una teocracia en el oeste de Ucrania por parte de sus rivales polacos. El papel central desempeñado por el clero ucraniano o sus hijos en la sociedad occidental de Ucrania se debilitaría un poco a fines del siglo XIX, pero continuaría hasta mediados del siglo XX.

### Reino Unido
Las clases altas británicas consisten en dos entidades a veces superpuestas, la nobleza y la aristocracia terrateniente; cualquier miembro masculino de cualquiera de ellas puede considerarse un caballero, en un sentido especial mutuamente entendido entre los miembros hereditarios de la clase. En la nobleza británica, solo el miembro mayor de la familia (generalmente el hijo mayor) hereda un título sustantivo (duque, marqués, conde, vizconde, barón); estos se conocen como pares o señores. El resto de la nobleza se conoce como "gentry terrateniente" (abreviado "gentry"). Excepto para los hijos mayores de los pares, que llevan los títulos inferiores de sus padres como "títulos de cortesía" (pero para propósitos parlamentarios cuentan como plebeyos), generalmente no tienen títulos aparte de las calificaciones de escudero o caballero (que son rangos reconocidos en la ley, aunque ahora sin ninguna consecuencia legal). Las excepciones incluyen el baronet (un título que corresponde a una caballería hereditaria), los que están armados (de por vida, llamados Sir), los barones escoceses (quienes llevan la designación Barón de, después de su nombre) y los lairds escoceses (cuyos nombres incluyen una descripción de sus tierras en forma de designación territorial).
El término gentry terrateniente, aunque originalmente se usaba para referirse a la nobleza, llegó a ser utilizado por la nobleza menor en Inglaterra alrededor de 1540. Aunque idénticos, estos términos finalmente se volvieron complementarios. El término gentry en sí mismo, como lo usan comúnmente los historiadores, de acuerdo con Peter Coss, es una construcción aplicada a sociedades bastante diferentes. Cualquier modelo particular puede no ajustarse a una sociedad específica, pero una definición única sigue siendo deseable. Los títulos, aunque a menudo se consideran centrales para la clase alta, no son estrictamente así. Tanto el Capitán Mark Phillips como el Vicealmirante Sir Timothy Laurence, el primero y segundo marido, respectivamente, de SAR la Princesa Ana, no tenían ningún rango de pares cuando se casaron con la Princesa Anne. Sin embargo, los antecedentes de ambos hombres se consideraron esencialmente patricios y, por lo tanto, maridos adecuados para una princesa.
La aristocracia terrateniente es una clase social británica tradicional que consiste en caballeros en el sentido original; es decir, aquellos que poseían tierra en forma de fincas en el campo en tal grado que no estaban obligados a trabajar activamente, excepto en la administración de sus propias tierras. Las fincas estaban compuestas a menudo (pero no siempre) por granjas arrendadas, en cuyo caso el caballero podía vivir completamente de sus ingresos de alquiler.
Esquire (abreviado Esq.) es un término derivado del francés "écuyer" (escudero), que es la designación más baja para un noble, refiriéndose solo a los varones, y que solía denotar un estatus social alto pero indeterminado. La ocurrencia más común del término Esquire hoy es la atribución como el sufijo Esq. para hacer un cumplido informal a un destinatario masculino a modo de dar a luz un nacimiento gentil. En el mundo posmedieval, el título de escudero llegó a aplicarse a todos los hombres de la alta burguesía terrateniente; un escudero era clasificado socialmente por encima de un hidalgo, pero debajo de un caballero. En el mundo moderno, donde se supone que todos los hombres son caballeros, el término a menudo se ha extendido (aunque solo en escritura muy formal) a todos los nobles sin ningún título superior. Se usa después del nombre, generalmente en forma abreviada (por ejemplo, "Thomas Smith, Esq.").
Un caballero podía ser un terrateniente medieval que prestaba servicio militar como un hombre de armas montado a otro terrateniente feudal, o un caballero medieval soldado, generalmente de alto rango, elevado por un soberano a un estado militar privilegiado después del entrenamiento como un premio y escudero. Según el protocolo formal, Sir es el estilo correcto para un caballero o un baronet, usado con el nombre de pila del caballero o el nombre completo, pero no solo con el apellido. El equivalente para una mujer que posee el título por derecho propio es Dame; para las mujeres, el título de Dama se usa como Sir para un hombre, nunca antes del apellido en sí mismo. Este uso fue ideado en 1917, derivado de la práctica, hasta el siglo XVII (y aún también en procedimientos legales), para la esposa de un caballero. La esposa de un caballero o baronet ahora se llama "Lady [Apellido]".

### Irlanda
La nobleza irlandesa se compone de personas que pertenecen a una o más de las siguientes categorías de la nobleza:
- La nobleza gaélica de Irlanda son aquellos que eran descendientes en la línea masculina de al menos un grado histórico de rey (Rí). Este grupo incluye a los descendientes de los reyes gaélicos-nórdicos.
- Hiberno-normanda o inglesa antigua (Irlanda), descendientes de los colonos que llegaron a Irlanda desde Gales, Normandía e Inglaterra después de las invasiones normandas de Inglaterra e Irlanda en 1066 y 1169-71, respectivamente.
- Nobleza de Irlanda, cuyos títulos fueron creados por los ingleses y más tarde por los monarcas británicos de Irlanda en su calidad de Señor o Rey de Irlanda.

Estos grupos no son mutuamente excluyentes. Existe una cierta superposición entre los dos primeros grupos (antes del Tratado de Limerick), y un menor grado de superposición entre los dos últimos grupos (antes de la declaración de la República de Irlanda). Tales solapamientos pueden ser personales (por ejemplo, un noble gaélico que fue "regranado" en sus títulos por el rey Enrique VIII de Inglaterra), o pueden ser geográficos (es decir, diferentes tradiciones nobiliarias que coexisten en las partes vecinas del país, sólo se distinguieron por la fecha en que finalmente cayeron bajo la administración del Castillo de Dublín).
Como república, la Constitución irlandesa impide que el Estado otorgue títulos de nobleza y evita que los ciudadanos acepten títulos de nobleza u honor, excepto con la aprobación previa del gobierno. Si bien algunos representantes de clanes y familias obtuvieron el "reconocimiento de cortesía" como jefes del Chief Herald of Ireland, esta práctica se suspendió en 2003, y el fiscal general señaló que tales reconocimientos eran inconstitucionales y carecían de base jurídica. Ciertos títulos a veces son utilizados por algunas personas en la República de Irlanda, y los títulos todavía se emplean y se otorgan en Irlanda del Norte, que es parte del Reino Unido de Gran Bretaña e Irlanda del Norte.

## Estados Unidos
El uso colonial americano siguió el uso británico (es decir, terrateniente); antes de la independencia de los Estados Unidos, los plantadores sureños solían ser los hijos menores de los terratenientes británicos, que perpetuaron el sistema británico en las zonas rurales de Virginia y en Charleston, Carolina del Sur, empleando arrendatarios, criados contratados y esclavos. En el noreste de los Estados Unidos, la aristocracia incluía familias de vástagos (coloniales y británicos) que se establecieron la ciudad de Boston, Massachusetts, y las universidades de Harvard y Yale.
Las principales familias de Virginia formaron la clase de la nobleza de Virginia como una vieja guardia de los propietarios de plantaciones en los Estados Unidos. Como los antepasados paternos del general Robert E. Lee se encontraban entre los primeros pobladores de Virginia, su familia era considerada una de las más antiguas de Virginia.
El concepto del caballero agricultor, como un hombre que cultiva principalmente por placer en lugar de por lucro, no era solo un modelo para la nobleza sureña, sino un ideal muy apropiado para algunos de los padres fundadores de América, como Thomas Jefferson y George Washington. Washington reanudó la vida de un caballero agricultor en su finca de Mount Vernon en Virginia después de renunciar como comandante en jefe del ejército en diciembre de 1783.
La aristocracia estadounidense, incluso en los casos en que la familia nunca hubiera obtenido los derechos oficiales para llevar un escudo de armas en la historia, tenía las mismas características de la élite tradicional en el Viejo Continente.
Las primeras familias de Virginia se originaron con colonos de Inglaterra que se asentaron principalmente en Jamestown y a lo largo del Río James y otras aguas navegables en la Colonia de Virginia durante el siglo XVII. Como había una propensión a casarse dentro de su estrecho alcance social durante muchas generaciones, muchos descendientes llevan apellidos que se hicieron comunes en la colonia creciente.
Muchos de los colonos ingleses originales considerados miembros de las primeras familias de Virginia, migraron a la Colonia de Virginia durante la Guerra Civil Inglesa y el período del Interregno Inglés (1642-60). Los realistas abandonaron Inglaterra cuando accedieron al poder Oliver Cromwell y su Parlamento. Debido a que la mayoría de las principales familias de Virginia reconocieron a Carlos II como Rey después de la ejecución de Carlos I en 1649, se dice que Carlos II llamó a Virginia su "Viejo Dominio", un apodo que perdura hoy. La mayoría de los primeros colonos en Virginia fueron llamados "Segundos Hijos". Virginia evolucionó a una sociedad de segundos o terceros hijos de la aristocracia inglesa que heredó concesiones de tierras en Virginia. Formaban parte de la élite sureña de América. Muchas de las grandes dinastías de Virginia rastrearon sus raíces a familias como los Lees y los Fitzhugh, que trazaron el linaje de las familias de Inglaterra y los legadosde los barones. Pero incluso los inmigrantes más humildes de Virginia aspiraban a los atavíos señoriales ingleses de sus superiores.
Las familias coloniales de Maryland fueron las principales familias en la provincia de Maryland. Varias tenían también intereses en la Colonia de Virginia, y las dos a veces se conocen como las Colonias de Chesapeake. Muchos de los primeros colonos vinieron de West Midlands en Inglaterra, aunque las familias de Maryland estaban compuestas por una variedad de nacionalidades europeas, por ejemplo, franceses, irlandeses, galeses, escoceses y suecos, además de ingleses. Carlos I de Inglaterra otorgó el estado de palatinado a la provincia bajo Cecilius Calvert, II Barón Baltimore. La carta fundacional creó una aristocracia de señores para Maryland. Maryland fue creado únicamente como una colonia para la aristocracia católica y la aristocracia terrateniente, pero el anglicanismo finalmente llegó a dominar, en parte a través de la influencia de la vecina Virginia.
En los territorios pertenecientes a la Monarquía Hispánica, hasta principios del siglo XIX, que comprendían desde La Florida en el este hasta el actual estado de Whashington en el oeste, la sociedad estaba estratificada de la misma manera que en todos los territorios de la Monarquía, como muy brevemente se ha descrito en el apartado dedicado a España y Portugal.

## Este de Asia

### China
En China las "cuatro divisiones de la sociedad" se refieren al modelo de sociedad en la antigua China y fue un sistema de clase social meritocrático en la propia China y en otras sociedades confucianas posteriormente influidas. Las cuatro castas eran: gentry, granjeros, artesanos y comerciantes, y se combinan para formar el término Shìnónggōngshāng (士 農工商).
Gentry (士) significa diferentes cosas en diferentes países. En China, Corea y Vietnam, esto significaba que la alta burguesía confuciana constituiría, en su mayor parte, la mayor parte de la burocracia. Esta casta comprendería tanto la aristocracia más o menos hereditaria como los eruditos meritocráticos (mandarines), que se elevaban a través del rango por el servicio público y, más tarde, por los exámenes imperiales. Algunas fuentes, como Xunzi, enumeran a los agricultores antes que a los nobles, basándose en la opinión confuciana de que contribuyeron directamente al bienestar del Estado. En China, el estilo de vida del agricultor también está estrechamente relacionado con los ideales de los caballeros confucianos. 

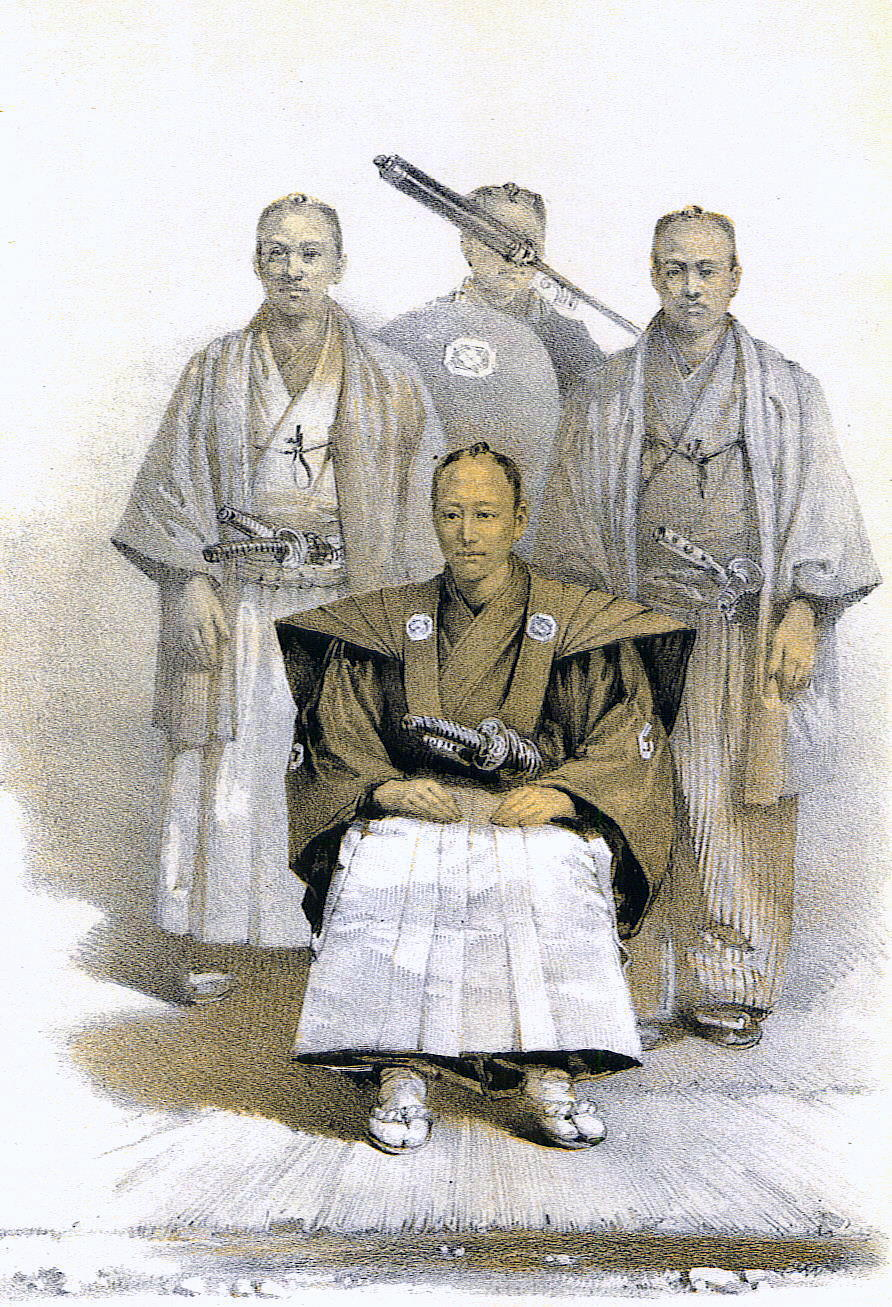
Matsue daimyo c1850

### Japón
Había dos clases principales de la nobleza en la época del Japón feudal: el daimyō y el samurái. En Japón, la gentry es esencialmente igual a la clase samurái. En el período Edo, con la creación de los Dominios (han) bajo el gobierno de Tokugawa Ieyasu, toda la tierra fue confiscada y repartida como feudos de los daimyōs.
A los pequeños señores, los samuráis (武士 bushi), se les ordenó abandonar sus espadas y derechos y permanecer en sus tierras como campesinos o mudarse a las ciudades del castillo para convertirse en guerreros a sueldo. Solo unos pocos samuráis podían permanecer en el campo; el samurái desembarcado (郷 士 gōshi). Alrededor del 5 por ciento de la población era samurái. Solo los samuráis podían tener apellidos propios, que después de la Restauración Meiji se volvieron obligatorios para todos los habitantes.
Los ideales confucianos en la cultura japonesa enfatizaban la importancia de los miembros productivos de la sociedad, por lo que los granjeros y pescadores eran considerados de un estatus más alto que los mercaderes.
El emperador Meiji abolió el derecho del samurái de ser la única fuerza armada a favor de un ejército de leva más moderno y de estilo occidental en 1873. El samurái se convirtió en Shizoku (士族), pero el derecho a usar una katana en público fue finalmente abolido junto con el derecho a ejecutar a los plebeyos que les tuvieran una falta de respeto.
Al definir cómo debería ser el Japón moderno, los miembros del gobierno de Meiji decidieron seguir los pasos del Reino Unido y Alemania, basando al país en el concepto de “noblesse oblige”. Pero los samuráis no debían ser una fuerza política bajo el nuevo orden. La diferencia entre los sistemas feudales japoneses y europeos era que el feudalismo europeo estaba basado en la estructura legal romana, mientras que el feudalismo en Japón tenía como base la moral confuciana china.

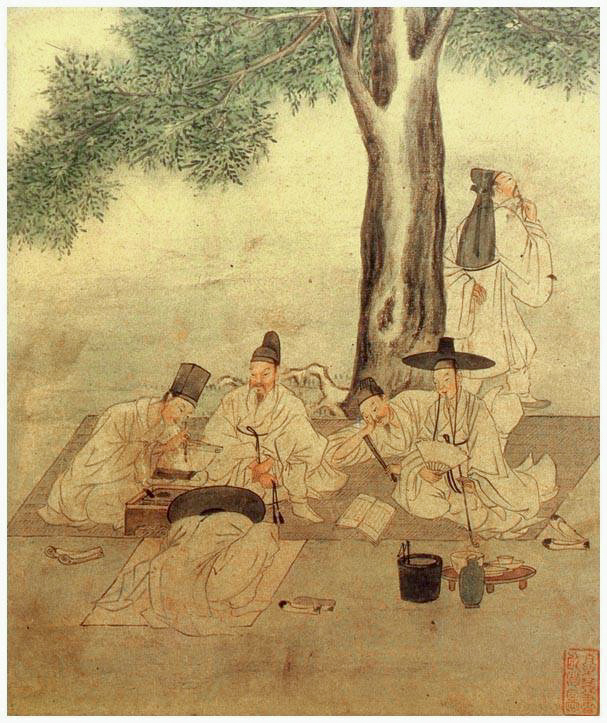
Grupo de Seonbi "eruditos virtuosos" en Corea que siguió los preceptos confucianos (hacia el)

### Corea
Artículo principal: Yangban
La monarquía coreana y la clase dominante dominante nativa existieron en Corea hasta el final de la ocupación japonesa. El sistema concerniente a la nobleza es más o menos el mismo que el de la nobleza china.
Como hicieron las órdenes monásticas anteriores durante la Edad Media en Europa, los monjes budistas se convirtieron en los proveedores y guardianes de las tradiciones literarias de Corea mientras documentaban la historia escrita y los legados de Corea desde el período de Silla hasta el final de la dinastía Goryeo. Los monjes budistas coreanos también desarrollaron y usaron las primeras prensas de impresión metálicas móviles de la historia, unos 500 años antes de Gutenberg, para imprimir antiguos textos budistas. Los monjes budistas también participan en el mantenimiento de registros, el almacenamiento y distribución de alimentos, así como la capacidad de ejercer el poder al influir en la corte real de Goryeo.

## Valores y tradiciones

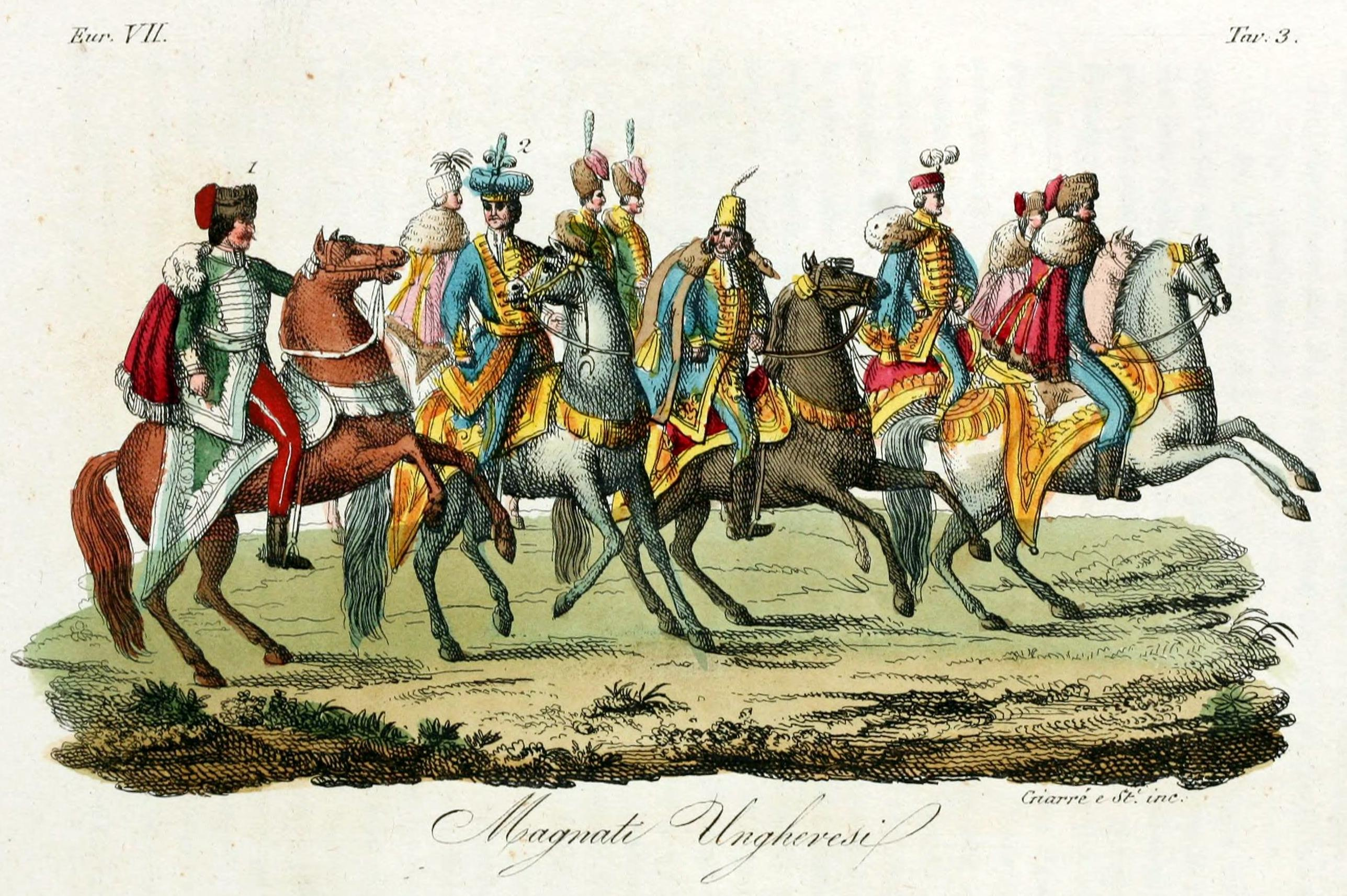
Nobles húngaros, hacia 1831, por Giulio Ferrario 1831

### Militar
Históricamente, los nobles en Europa se hicieron soldados; la aristocracia en Europa puede remontar sus orígenes a los caudillos militares del período de la Edad Media. Durante muchos años, el ejército, junto con la Iglesia, fue visto como la carrera ideal para los hijos menores de la aristocracia. Aunque ahora ha disminuido mucho, la costumbre no ha desaparecido totalmente. Tales prácticas no son exclusivas de los británicos ni geográficamente ni históricamente. Como una forma muy práctica de mostrar el patriotismo, a veces ha estado "de moda" que los "caballeros" se alisten en el ejército.
La idea fundamental de la aristocracia había llegado a ser la de la superioridad esencial del hombre combatiente, generalmente mantenida en el otorgamiento de armas. [22] Por último, el uso de una espada en todas las ocasiones era el signo exterior y visible de un "caballero"; la costumbre sobrevive en la espada usada con "traje de corte". Una sugerencia de que un caballero debe tener un escudo de armas fue promovida vigorosamente por ciertos heraldos de los siglos XIX y XX, notablemente Arthur Charles Fox-Davies en Inglaterra y Thomas Innes de Learney en Escocia. La importancia del derecho a un escudo de armas era una prueba definitiva de la condición de caballero.

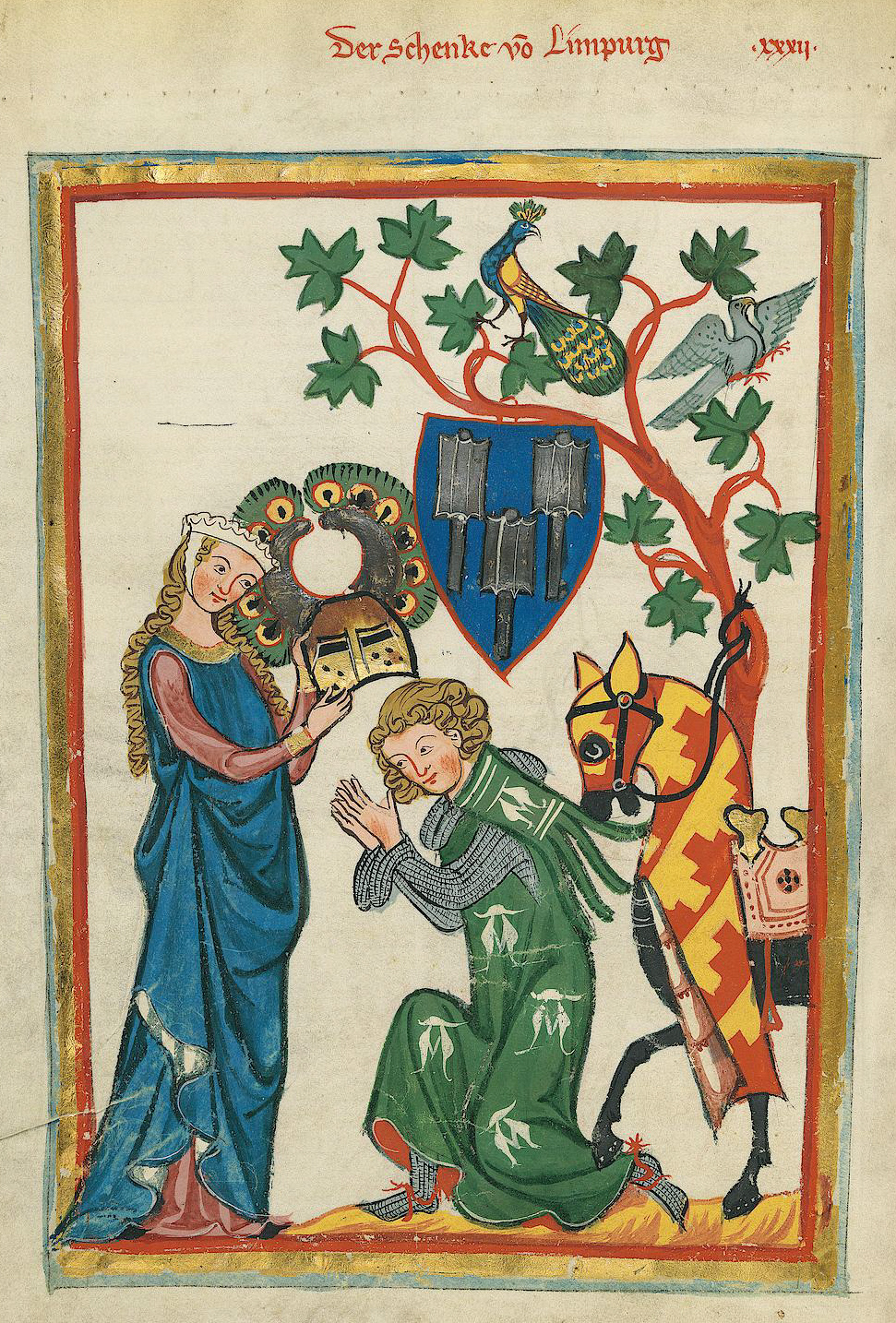
Un caballero medieval con su dama

### Caballerosidad
Artículo principal: Caballerosidad
La caballerosidad es un término relacionado con la institución medieval de la caballería. Suele asociarse con ideales de virtudes caballerescas como el honor y el amor cortés.
El cristianismo tuvo una influencia diversa sobre las virtudes de la caballería, con límites impuestos a los caballeros para proteger y honrar a los miembros más débiles de la sociedad y mantener la paz. La iglesia se volvió más tolerante a la guerra en la defensa de la fe, defendiendo las teorías de la guerra justa. En el siglo XI, el concepto de "caballero de Cristo" (milles Christi) ganó vigencia en Francia, España e Italia. Estos conceptos de "caballerosidad religiosa" se desarrollaron aún más en la época de las Cruzadas.
A finales de la Edad Media, los comerciantes adinerados se esforzaron por adoptar actitudes caballerescas. Esto supuso una democratización de la caballería, lo que condujo a un nuevo género llamado el libro de cortesía, que fueron guías para el comportamiento de "caballeros".
Al examinar la literatura medieval, la caballería puede clasificarse en tres áreas básicas pero superpuestas:
1. Deberes hacia Dios
2. Deberes hacia los compatriotas y compañeros cristianos
3. Deberes hacia las mujeres

Estas tres áreas obviamente se superponen con bastante frecuencia en la caballería y son a menudo indistinguibles. El honor es el principio fundamental y guía de la caballerosidad. Por lo tanto, para el caballero, el honor sería una de las guías de acción.

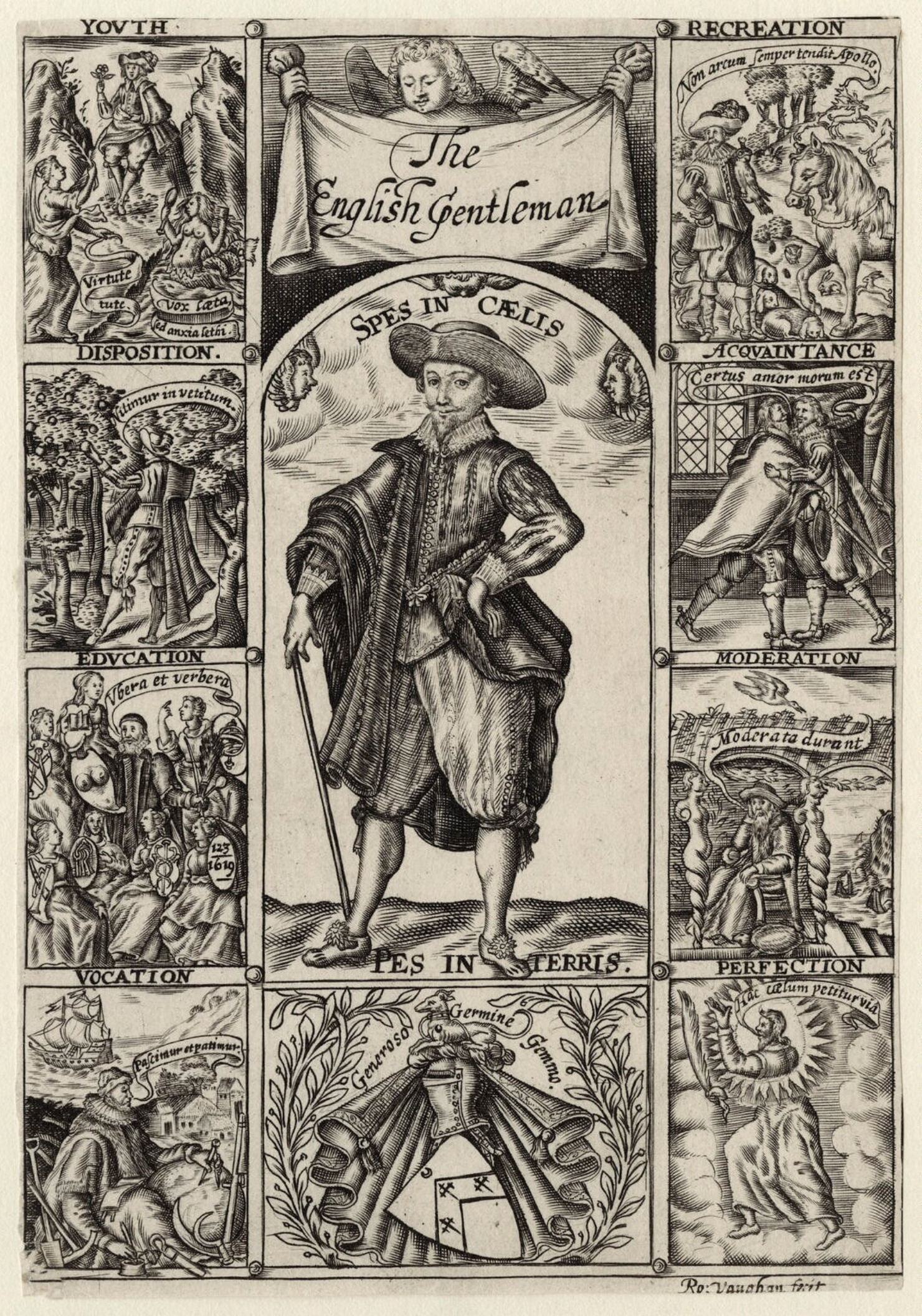
Una página del libro de Brathwait que muestra las cualidades asociadas con ser un caballero

### Gentilhombres
Artículo principal: Gentilhombre
El término gentilhombre (del latín gentilis, perteneciente a una raza o gens, y "hombre", en francés gentilhomme, y en italiano gentil uomo o gentiluomo), en su significado original y estricto, denotaba un hombre de buena familia, análogo al latín generosus. El término gentry (del antiguo francés genterise para la gentelise) tiene gran parte del significado de clase social de la nobleza francesa o del alemán Adel, pero sin los requisitos técnicos estrictos de esas tradiciones. Hasta cierto punto, gentilhombre significaba un hombre con un ingreso derivado de la propiedad de la tierra, un legado o alguna otra fuente y, por lo tanto, que era independientemente rico y no necesitaba trabajar.

### Valores confucianos
El Lejano Oriente también tenía ideas similares al Occidente de lo que es un caballero, que se basaban en los principios confucianos. El término Jūnzǐ (君子) es crucial para el confucianismo clásico. Literalmente significa "hijo de un gobernante", "príncipe" o "noble", el ideal de un "caballero", "hombre adecuado", "persona ejemplar" u "hombre perfecto" es aquello para lo cual el confucianismo exhorta a todas las personas a esforzarse. Una descripción sucinta del "hombre perfecto" es aquella que "combina las cualidades de santo, erudito y caballero" (CE). Un elitismo hereditario estaba ligado al concepto, y se esperaba que los caballeros actuaran como guías morales para el resto de la sociedad. Ellos debían:
- cultivarse a sí mismos moralmente;
- participar en la ejecución correcta del ritual;
- mostrar piedad filial y lealtad donde deben; y
- cultivar la humanidad.

Lo opuesto a Jūnzǐ era el Xiǎorén (小人), literalmente "persona pequeña" o "persona insignificante". Al igual que el inglés "pequeño", la palabra en este contexto en chino puede significar mezquindad en mente y corazón, estrechamente interesada, codiciosa, superficial y materialista.

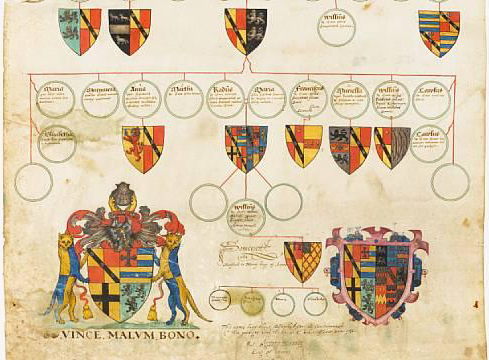
Un ejemplo de un pedigrí isabelino de la familia de Duques de Northumberland, barones de Warkworth y Clavering. Scrivened, circa 1570 a 1588

### Nobleza obliga
Artículo principal: Noblesse oblige
La idea de noblesse oblige, "nobleza obliga", entre la gentry es, como expresa el Oxford English Dictionary, que el término "sugiere ascendencia noble que limita al comportamiento honorable, el privilegio implica la responsabilidad". Ser un noble significaba que uno tenía responsabilidades de dirigir, administrar, etc. Uno no podía simplemente pasar el tiempo en actividades ociosas.

### Heráldica
Artículo principal: Escudos de armas
Un escudo de armas es un dispositivo heráldico que data del siglo XII en Europa. Originalmente era una túnica de tela usada sobre o en lugar de armadura para fijar la identidad en la batalla. El escudo de armas está dibujado con reglas heráldicas para una persona, familia u organización. Los escudos de armas familiares se derivaron originalmente de los personales, que luego se extendieron en el tiempo a toda la familia. En Escocia, los escudos de armas familiares siguen siendo personales y son utilizados principalmente por el jefe del clan.

### Heráldica eclesiástica
Artículo principal: Heráldica eclesiástica
La heráldica eclesiástica es la tradición de la heráldica desarrollada por el clero cristiano. Inicialmente utilizada para marcar documentos, la heráldica eclesiástica evolucionó como un sistema para identificar a personas y diócesis. Está más formalizado dentro de la Iglesia Católica, donde la mayoría de los obispos, incluido el Papa, tienen un escudo personal. Los clérigos de las iglesias anglicana, luterana, católica oriental y ortodoxa siguen costumbres similares.